# رومانو پرودی
رومانو پرودی (به ایتالیایی: Romano Prodi) (زاده ۹ اوت ۱۹۳۹) سیاست‌مدار و نخست‌وزیر در دو بازه زمانی پیشین ایتالیاست.
او در آغاز میان سالهای ۱۹۹۶ تا ۱۹۹۸ نخست‌وزیر این کشور بود و از ۱۹۹۹ تا ۲۰۰۴ نیز رئیس کمیسیون اتحادیه اروپا بود.
او در انتخابات ۲۰۰۶ بار دیگر به نخست‌وزیری ایتالیا برگزیده شد و در آغاز اسفند ماه سال ۸۵ به دلیل ناکامی در سیاستهای خارجی از سمت خود استعفا داد و رئیس‌جمهور نیز استعفای او را پذیرفت.